# ضفدع ياباني
ضفدع ياباني (الاسم العلمي: Rana japonica) (بالإنجليزية: Japanese frog)‏ هو نوع من البرمائيات يتبع جنس الضفدع الحقيقي من فصيلة الضفادع الحقيقية.